# Luigi Cremani
Luigi Cremani, latinizzato come Aloysius Cremanius (Arezzo, 17 febbraio 1748 – Firenze, 15 dicembre 1838), è stato un giurista e magistrato italiano del Granducato di Toscana. Assieme a Filippo Maria Renazzi fu uno dei penalisti di ambito accademico più rappresentativi alla fine del XVIII secolo in Italia.

## Biografia
Nacque nel 1748 ad Arezzo nel Granducato di Toscana. Studiò diritto a Pisa sotto gli amici Leopoldo Guadagni e Giovanni Maria Lampredi e iniziò a tenere lezioni di diritto civile nella stessa università nel 1772, pubblicando opere sia di civilistica sia sul diritto romano. Insegnò quindi diritto penale a Pavia dal 1775 per un ventennio, dove fu eletto rettore nel 1787 e strinse contatti con l'ambiente culturale e accademico filoaustriaco.
Tradizionalista e ostile alla Rivoluzione francese, nel 1796, quando l'esercito napoleonico entrò in Lombardia, fece ritorno in Toscana; l'anno successivo fu nominato presidente del supremo tribunale penale dal granduca Ferdinando III.
Fautore della pena di morte, guidò i processi sommari contri i giacobini, celebrati senza avvocato difensore, in tutto il Granducato temporaneamente restaurato. Nella sua opera implacabile, perseguì anche il vescovo di Pistoia Scipione de' Ricci che aveva abbracciato il giansenismo.
Cremani si ritirò nel 1800 con il ritorno del governo francese in Toscana. Nel 1814, con la Restaurazione, ritornò a presiedere il tribunale penale a Firenze sotto Ferdinando III e l'anno dopo entrò nella commissione per il riordino della legge penale; nel frattempo continuò a pubblicare opere giuridiche.
Morì nel 1838 a Firenze.

## Opere
- ORATIO Quam VI.Kal. Jul. Anni MDCCLXXXVII Habuit ALOYSIUS CREMANI SENENSIS Juris Crimin. Profess. CUM MARIAE PEREGRINAE AMORETTIAE Oneliensi. 1777. Pg.VI,41,2,53(orazione in latino e poi in italiano)
- (LA) De varia iurisprudentia criminali apud diversas gentes eiusque causis, Pavia, Marco Antonio Porro & Giuseppe Bianchi & C., 1776.
- (LA) De iure criminali, vol. 1, Ticini, haeredes Petri Galeatii, 1793.
- (LA) De iure criminali, vol. 2, Ticini, haeredes Petri Galeatii, 1793.
- (LA) De iure criminali, vol. 3, Ticini, haeredes Petri Galeatii, 1793.